# Muara Danau (Kikim Timur)
Muara Danau is een bestuurslaag in het regentschap Lahat van de provincie Zuid-Sumatra, Indonesië. Muara Danau telt 426 inwoners (volkstelling 2010).